# Nikolaj Georgiew

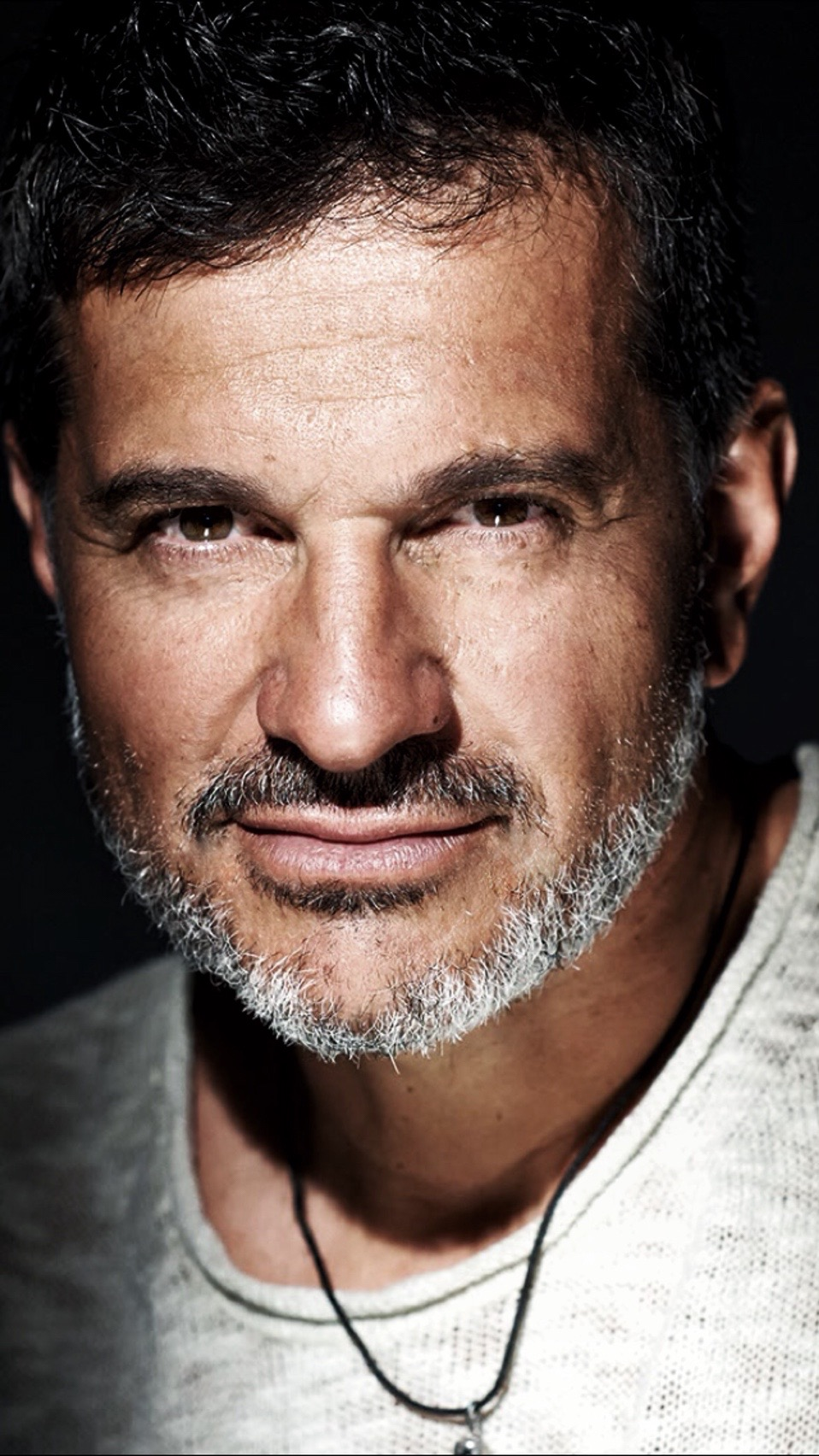
Nikolaj Georgiew (2015)

Nikolaj Georgiew (* 1966 in Bulgarien) ist ein Fotograf und Filmproduzent.

## Leben
Georgiew begann seine Karriere 1989 als Fotograf in den Bereichen Musik, Mode, Sport und Kunst. Im Jahr 1998 verlagerte er seinen Fokus von Standbildern auf bewegte Bilder und begann, Musikvideos, Werbefilme und Bildkampagnen zu produzieren. In Hannover wurde die Firma Georgiew Film gegründet.

## Werdegang
Georgiew produzierte über 700 Video- und Filmprojekte. Dazu gehören Alben und Singleproduktionen von Peter Maffay, Mark Medlock, Dieter Bohlen, Melanie C, Thomas Godoj, beFour und Daniel Schuhmacher siehe Filmographie.
Seit Januar 2010 ist Georgiew Kameraoperator am Projekt Digicopter im Bereich Spielfilm, Imagefilm und Musikvideo. Er wirkte maßgeblich am Remotehead mit. Seit 2004 hat Nikolaj Georgiew das uralte System von Eadweard Muybridge perfektioniert und zu Timemorph gemacht. Damals noch mit 32 analogen Spiegelreflexkameras realisierte er damit diverse Musikvideos und Commercials. Seit 2010 ist Timemorph im digitalen Bereich in die 2. Generation gewechselt. Für die RTL-Sendung „let's dance“ hat Georgiew die Openener mit diesem System realisiert.
Im Oktober 2014 brachte er zusammen mit Bettina Bergwelt (Text) das Fotobuch „Prominent mit Hund und einer Katze“ beim Becker Joest Volk Verlag heraus.
Seit 2020 arbeitet Nikolaj Georgiew wieder an eigenen Projekten, Musikvideos und diversen Imagefilmen.
Für 2024 plant Georgiew anlässlich zum 35-jährigen Bestehen eine Autobiografie und eine Ausstellung seiner Werke.

## Videos
- 1998 Helmut Zerlett & Band (Musikclip)
- 1999 Lightforce - Join me
- 2000 DJ Quicksilver (Musikclip)
- 2000 Mario de Bellys (Musikclip)
- 2001 Red 5 - Rhythm & Drums
- 2001 Flying Steps - Breakin it down
- 2001 Milk & Sugar - Love is in the Air
- 2002 Eat No Fish - Fake
- 2003 Alex C feat. Yasmin K. - Angel of Darkness
- 2004 Aleksey - Sonnenschein & Pläne
- 2004 B3 - Can’t Fight the Feeling
- 2005 Melanie C - First Day of My Life
- 2005 Lukas Hilbert - Was ich an dir mag
- 2005 RnG Heartbeat Radio
- 2006 Kuschelrock 20 (Werbespot)
- 2006 U96 feat. Ben - Vorbei
- 2007 Mark Medlock & Dieter Bohlen - You can get it
- 2007 Mark Medlock & Dieter Bohlen - Unbelievable
- 2007 Mark ’Oh - Words
- 2007 Kuschelrock 21 (Werbespot)
- 2008 Kuschelrock 22 (Werbespot)
- 2008 Fady Maalouf - Amazed
- 2008 Fady Maalouf - Show me your love
- 2008 Fady Maalouf - Blessed
- 2008 Alexander Klaws - Die Welt
- 2008 BeFour - No Limit
- 2008 Scorpions - Humanity
- 2008 Thomas Godoj - Is it you
- 2008 Heinz Rudolf Kunze - Längere Tage
- 2008 Giovanni - Wundervoll
- 2008 Ben & Kate - Ein Herz
- 2008 Peter Maffay - Ewig
- 2008 Rednex Football
- 2009 Kuschelrock 23 (Werbespot)
- 2009 Sennheiser (Produktfilm)
- 2009 Alex Swings Oscar Sings! - Miss Kiss
- 2009 Michael Hirte / Supertalent DVD-Produktion
- 2009 Nicole CD-Produktion
- 2009 Jeanette Biedermann - Solitary Rose
- 2009 Daniel Schuhmacher / DSDS - Anything but love
- 2009 Daniel Schuhmacher / DSDS - Honestly
- 2009 Mark Medlock - Baby Blue
- 2009 Mark Medlock - Mamacita
- 2009 Loona - Parapapapa
- 2010 Kuschelrock 24 Werbespot
- 2010 Alessandro Rinella (div. Musikclips)
- 2010 Der Checker - Discoking
- 2010 Daniel Schuhmacher / DSDS - If it’s love
- 2010 The ReBeatles (div. Clips)
- 2010 Mehrzad Marashi - New York Believe
- 2010 Region Hannover (Imagefilm)
- 2010 Schüco (Image Fotografien)
- 2010 The Black Pony (Diverse Clips)
- 2011 Kuschelrock 25 Werbespot
- 2011 Duran Duran - Being Followed
- 2011 Baschi - Irgendwie wunderbar
- 2011 Colina - Farben
- 2011 Kim Wilde - Sleeping Satellite und div. Musikclips
- 2011 Kriemhild Siegel - Hijo de la luna
- 2011 Andrea Berg - Mamatschi, Schiess dich auf ..
- 2011 Pietro Lombardi - Call my Name
- 2011 Pietro Lombardi - Going to LA
- 2011 Dick Brave (div. Musikclips)
- 2011 Michael Mind Project - Ready or Not
- 2011 DJ Ötzi - Lieb ich dich, Ring the Bell
- 2011 Velile - Injabulo
- 2011 X-Factor, David Pfeffer - I’m here
- 2011 Raffaela Wais - Heaven only knows
- 2011 Nica & Joe - Built a castle
- 2011 Supertalent Opener TV-Spots
- 2011 Sarah Engels & Pietro Lombardi - I Miss You
- 2012 Radio ffn 25 Jahre Jubiläumsfilm
- 2012 Mrs. Greenbird Musikvideo
- 2013 Montanya (Werbefilme, div. Musicclips)
- 2013 ADYA 3 (Werbefilm)
- 2013 Mrs. Greenbird (Musikvideo)
- 2013 Kuschelrock 27 (Werbefilm)
- 2013 Hansi Hinterseer (Werbespot, Musicclip)
- 2013 Nicole (Musikvideo und Werbespot)
- 2013 Luca Hänni (Musikvideo)
- 2014 Nicole (div. Musikvideos für DVD)
- 2020 Can you hear your heART (Social Media Project)
- 2020 Michelle - „Anders ist gut“ und „Vorbei vorbei“ (Musikvideos)
- 2020 Adler (diverse Store Videos und Social Media)
- 2020 Relaxemotion Launch www.relaxemotion.de
- 2020 TVN GROUP KWS Saat (Imagefilm, Luftaufnahmen)
- 2020 EON (Fotokampagne)
- 2020 Kuschelrock (Werbespot und Fotografie)
- 2020 KIA Europe Launch Video
- 2020 dArtagnan - „C‘est la vie“ und „Feuer und Flamme“ (Musikvideos) und Album Fotografie
- 2020 Jam El Mar und A*S*Y*S in the Dolomites (Livestream)
- 2020 Marquess Album Fotoshooting
- 2020 Skyclean (Imagefilm)
- 2020 Sailors & Brides (Modefotografie)
- 2020 Reifen.com (Social Media Content)
- 2020 Con-Stant (Modefotografie)
- 2020 ARD Brisant (diverse Reportagen)
- 2020 Til Schweiger / Bastian Schweinsteiger (Fotoshooting für Amazon Prime Dokumentation)
- 2020 Adler (Fotoshooting Vorstand)
- 2020 Volksbank Hannover (Fotoshooting)
- 2021 Ricky Maier - Ende aus Mickey Maus (Musikvideo)
- 2021 Pauline - Imagine Us (Musikvideo, Junior Eurovision Song Contest)
- 2021 Art Garfunkel - Brisant Bericht
- 2021 Antonja - What a Night (Musikvideo)
- 2021 Feuerschwanz - Warriors of the World (Musikvideo)
- 2021 Grailknights - Turboboost (Musikvideo)
- 2021 Ricky Maier - Das leuchten deiner Augen / Schnitt
- 2021 Nick Wilder Brisant Bericht
- 2021 KIA NQ5 Präsentation
- 2021 KIA CEED Präsentation
- 2021 Landpartie Bückeburg
- 2021 Bosselmann Gin (Imagefilm)
- 2021 Carsten Büttinghaus (Selbstdarstellung)
- 2021 Feuerschwanz - Ultima Nocte (Musikvideo)
- 2021 Feuerschwanz - Memento Mori (Musikvideo)
- 2021 Feuerschwanz - Drachenboot (Musikvideo)
- 2021 Feuerschwanz - Ding (Musikvideo)
- 2021 Feuerschwanz - Elftes Gebot (Musikvideo)
- 2021 Feuerschwanz - Meister Minne (Musikvideo)
- 2021 Adler (Storevideos Produktion Hamburg)
- 2021 Jendrik - I Don’t Feel Hate (ESC Bewerber Musikvideo)
- 2021 Galla - Footbooster App24
- 2021 Reifen.com Imagefilm & Social Media spots (Bilster Berg)
- 2021 Ferris Buehler - Allright (SPO Dreh)
- 2021 KIA - EV6 Car Präsentation
- 2022 Madlen Rausch (Fotoshooting)
- 2022 Hannover Concerts Eishockey Event
- 2022 Antonja - My Lord
- 2022 Antonja - We Want Rock
- 2022 Feuerschwanz - Bastard von Asgard
- 2022 Isi Glück - Kaleidoskop
- 2022 Feuerschwanz - Gimme Gimme Gimme Musikvideo Mallorca
- 2022 Nicole - „Seelenpiloten“ und „Das Wort das aus dem Herzen spricht“
- 2022 Anna-Maria Zimmermann - Kein Wort
- 2022 Anna-Maria Zimmermann - Zusammen sind wir eins
- 2022 Wingenfelder (Aftermovie)
- 2022 The Cozy (Hotelvideo)
- 2022 DJ Robin & Schürze - Layla (Musikvideo)
- 2022 Nicole - Ich bin zurück (Musikvideo, AEGI Hannover)
- 2022 Landpartie Bückeburg
- 2022 Vabali Spa Hamburg (Fotoshoot)
- 2022 Nicole Comeback Fotoshooting (Nach dem Krebs)
- 2022 Ricky Maier - Die Jungen Wilden (Musikvideo)
- 2022 Art Garfunkel - El Condor Pasa (Musikvideo)
- 2022 York - Feel The Groove (Musikvideo)
- 2022 Feuerschwanz Brisant ABBA Bericht
- 2022 Thomas Godoj - Neuland (Musikvideo)
- 2023 Getec Energie (Recruiting Shooting)
- 2023 Play Hight - Live in Bremen
- 2023 Madlen Rausch - Nicht von dieser Welt
- 2023 Madlen Rausch - Haus am See
- 2023 dArtagnan - Dem Himmel entgegen (Musikvideo)
- 2023 dArtagnan - Herzblut (Musikvideo)
- 2023 HC Hagemann (Imagefilm)
- 2023 HC Hagemann (Recruiting Filme)
- 2023 Atelier Goldner (Storevideos)
- 2023 Bulli Event Hannover Aftermovie
- 2023 Tina Dico Live auf dem Wilhelmstein
- 2023 Bleiche Fotoshooting
- 2023 Yoga Mountain Days
- 2023 Hannover 96 - Wasserknappheit (Social Spot)
- 2023 Paula Dalla Corte - „Appetite“, „Good Girl Killer“, „She“ (Musikvideos)
- 2023 DJ Robin - Hotel (Musikvideo)
- 2023 Sterk Yachts - New Boat (Imagefilm)
- 2023 Heinz Rudolf Kunze - Ich habe geweint (Musikvideo)
- 2023 The Cozy - Imagefilm
- 2023 Proesteregg - Villa Wossa Präsentation
- 2023 DJ Robin & Schürze - Schwiegermutters Liebling

## Kinofilme
Kameramann mit Digicopter (Luftaufnahmen Videodrohne) mit Martin Rinderknecht (Pilot) für folgende Kinofilme:
- 2013 Miss Sixty (Regie: Sigrid Hoerner)
- 2013 V8 – Die Rache der Nitros (Regie: Joachim Masannek)
- 2013 Buddy (Regie: Michael Bully Herbig)
- 2013 Im Labyrinth des Schweigens (Regie: Giulio Ricciarelli)
- 2013 Nicht mein Tag (Regie: Peter Torwarth)
- 2013 Northmen – A Viking Saga (Regie: Claudio Fäh)
- 2013 Kafkas Der Bau (Regie: Jochen Alexander Freydank)
- 2014 Unfriend (Regie: Simon Verhoeven)
- 2014 Alles ist Liebe (Regie: Markus Goller)
- 2014 Collide (Regie: Eran Creevy)
- 2014 Point Break (Regie: Ericson Core)
- 2014 Honig im Kopf (Regie: Til Schweiger)
- 2014 Boy 7 (Regie: Özgür Yildirim)
- 2014 Der Nanny (Regie: Matthias Schweighöfer)
- 2016 Im Winter, so schön (Regie: Matthias Mettenbörger)

## Werbefilm
Kamera Digicopter (Luftaufnahmen Heilsam) mit Martin Rinderknecht (Entwickler) für Werbefilme:
- 2012 Generali Versicherung - Werbespot (Produktion und Regie Holger Hage)
- 2012 Blue Power - Wolf-Garten (im Auftrag ActionConcept)
- 2012 SLS AMG e-Drive - Mercedes-Benz (im Auftrag Sabotage Film)
- 2012 CLA AMG - Mercedes-Benz (im Auftrag Sabotage Film)
- 2012 Der Arocs - Mercedes-Benz (im Auftrag elemt-e)
- 2013 Montanya - Starwatch
- 2013 Kuschelrock 27 - SONY Music
- 2013 Klasse - Mercedes-Benz (im Auftrag Sabotage Film)
- 2014 Kuschelrock 28 - SONY Music

## Spielfilme und Imagefilme
Kameraoperator am Digicopter (Luftaufnahmen Video-Helikopter) mit Martin Rinderknecht (Pilot) für folgende Spielfilme:
- 2011 Frühling für Anfänger (Fernsehfilm)
- 2011 Abwasserverband Braunschweig (Imagefilm)
- 2011 Der Mann, der alles kann (Fernsehfilm)

- 2012 Die Spionin (Fernsehfilm)
- 2012 Tessa Hennig: Elli gibt den Löffel ab (Fernsehfilm)
- 2012 Frühlingsgefühle (Fernsehfilm)
- 2012 Der Mallorca Detektiv (Fernsehfilm)
- 2012 Helden – Wenn dein Land dich braucht (Fernsehfilm)
- 2012 Frühlingskind (Fernsehfilm)
- 2012 Münchhausen – Die Geschichte einer Lüge (Dokumentarfilm)
- 2012 Alarm für Cobra 11 – Die Autobahnpolizei (Fernsehserie)
- 2012 Turbo & Tacho (Fernsehserie)

- 2013 Zwei allein (Fernsehfilm)
- 2013 Der letzte Kronzeuge – Flucht in die Alpen (Fernsehfilm)
- 2013 Der Prediger (Fernsehfilm)
- 2013 Weiter als der Ozean (Fernsehfilm)
- 2013 Verhängnisvolle Nähe (Fernsehfilm)
- 2013 Der Verlust (Fernsehfilm)
- 2013 Ein Sommer in Ungarn (Fernsehfilm)
- 2013 Wenn es am schönsten ist (Fernsehfilm)
- 2013 Nichts mehr wie vorher (Fernsehfilm)
- 2013 Alarm für Cobra 11 – Die Autobahnpolizei (Fernsehserie)

- 2014 Helen Dorn: Der Pakt (Fernsehfilm)
- 2014 Der Totenmaler (Fernsehfilm)
- 2014 Witwenmacher (Fernsehfilm)
- 2014 Die kalte Wahrheit (Fernsehfilm)
- 2014 Auf der Straße (Fernsehfilm)
- 2014 Heimat ist kein Ort (Fernsehfilm)
- 2014 600PS für zwei (Fernsehfilm)
- 2014 Winnetous Weiber (Fernsehfilm)
- 2014 Nord Nord Mord - Stille Wasser (Fernsehfilm)
- 2014 Tatort: Benutzt (Fernsehfilm)
- 2014 Unter anderen Umständen: Das verschwundene Kind (Regie: Judith Kennel) (Fernsehfilm)
- 2014 Der Kommissar und das Meer - Wilde Nächte (Fernsehfilm)
- 2014 Tatort: Schwerelos (Fernsehfilm)
- 2014 Ein starkes Team: Späte Rache (Fernsehfilm)
- 2014 Tatort: Borowski und der Himmel über Kiel (Fernsehfilm)
- 2014 Neben der Spur – Amnesie (Fernsehfilm)
- 2014 Tatort: Der Maulwurf (Fernsehfilm)
- 2014 Wer Wind sät – Ein Taunuskrimi (Fernsehfilm)
- 2014 Till Eulenspiegel (Fernseh-Mehrteiler)
- 2014 Das tote Mädchen (Fernseh-Mehrteiler)
- 2014 SOKO Wismar (Fernsehserie)
- 2014 Divorce (Fernsehserie)
- 2014 Alarm für Cobra 11 – Die Autobahnpolizei (Fernsehserie)
- 2014 Der Tatortreiniger (Fernsehserie)